# Haferkasten Mühlinghausen

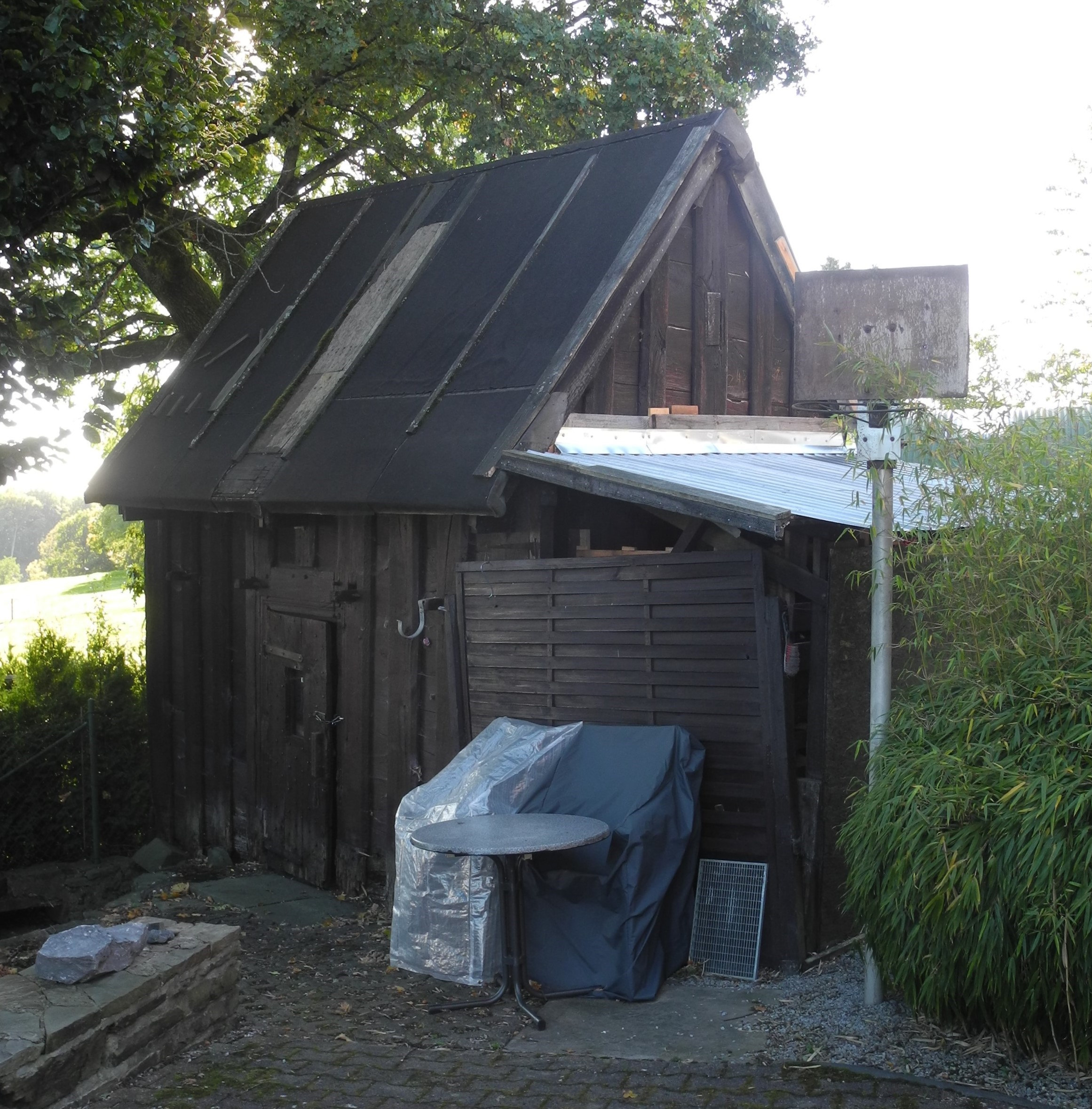
Haferkasten Mühlinghausen (2022)

Der Haferkasten Mühlinghausen ist ein denkmalgeschützter Haferkasten im Ennepetaler Ortsteil Mühlinghausen. Er wird auf vor 1800 datiert.

## Beschreibung
Das Gebäude hat die postalische Adresse Rüggeberger Straße 168.
Es wurde in Ständerbauweise eingeschossig aus grobem Holz mit Zapfenverbindungen errichtet. An der östlichen Traufseite befindet sich der Eingang. Nicht zum alten Baubestand passt die jüngere Eindeckung mit Dachpappe.